# Tasmanoonops complexus
Tasmanoonops complexus là một loài nhện trong họ Orsolobidae.
Loài này thuộc chi Tasmanoonops. Tasmanoonops complexus được Raymond Robert Forster & Norman I. Platnick miêu tả năm 1985.